# Горожанкины
Горожанкины — древний русский дворянский род.

## История рода
В 1590-х годах Демьян и Кирилл Даниловичи служили по Ряжску атаманами, первый из них повёрстан поместным окладом (1594).
Дмитрий Горожанкин служил в детях боярских по Астрахани (1616).Борис Дементьевич служил по Воронежу по выбору и был послан на Дон в головах провожать государственную казну (1619). Четверо представителей рода служили в воронежских детях боярских и владели там поместьями (1629). Архип Горожанин воронежский губной староста (1655). Сын боярский Сидор Лукьянович воронежский осадный голова (1666).
Двое представителей рода владели населёнными имениями (1699).